# Armorial des familles de l'Orléanais
L'Armorial des familles de l'Orléanais rassemble les armoiries, sous forme de figures et de blasonnements, ainsi que les devises des familles nobles et notables ayant eu une présence significative en Orléanais sous l'Ancien Régime.

## Liste des familles
- Haut – A
- B
- C
- D
- E
- F
- G
- H
- I
- J
- K
- L
- M
- N
- O
- P
- Q
- R
- S
- T
- U
- V
- W
- X
- Y
- Z

### A
| Blason | Nom de la famille, blasonnement et devise |
| ------ | --- |
|        | Famille d'Aligre ou Haligre (Chartrain) Burelé d'or et d'azur ; au chef du second, chargé de trois soleils du premier., Alias d'argent au chevron de sable sommé d'un croissant de gueules et accompagné de trois perroquets de sinople. |
|        | Famille d'Allonville (Beauce) D'argent à deux fasces de sable. |
|        | Famille Amelot (Orléans) D'azur à trois cœurs d'or en pointe ; à un soleil d'or en chef. |
|        | Famille d'Arc du Lys (Orléans) D'azur à une épée d'argent, croisetée, pommetée et empoignée d'or, soutenant de la pointe une couronne d'or, cotoyée de deux fleurs de lys du même.                                                       |
|        | Famille Ardier D'azur au chevron d'argent, accompagné de trois flammes d'or. |

### B
| Blason | Nom de la famille, blasonnement et devise |
| ------ | --- |
|        | Famille de Beaugency ou Baugency (Orléans) Échiqueté d'or et d'azur, à une fasce [de gueules] brochant sur le tout., |
|        | Famille de Beauharnais ou Beauharnois (Orléans) D'argent à la fasce de sable accompagnée de trois merlettes du même rangées en chef., - Devise : « Autre ne sers »                                                                                 |
|        | Famille de Beauvilliers (Pays Chartrain) Fascé d'argent et de sinople, les fasces d'argent chargées de six merlettes de gueules 3, 2, 1. - Devise : « In tuto del core »                                                                           |
|        | Famille de Beauxoncles (Vendômois) De gueules à trois coquilles d'or. Alias au chef d'argent. |
|        | Famille Bégon (Blésois) D'azur au chevron, accompagné en chef de deux roses et en pointe d'un lion, le tout d'or. Alias le chevron d'argent. |
|        | Famille du Bellay (Gâtinais) D'argent à trois fasces de gueules. |
|        | Famille du Bellay (Vendômois) D'argent à la bande fuselée de gueules, accompagnée de six fleurs de lys d'azur, mises en orle, trois en chef, trois en pointe.                                                                                      |
|        | Famille Belot (Blésois) D'azur à un lacs d'amour surmonté de deux étoiles, le tout d'or. Alias à un lacs d'amour surmonté d'une rose entre deux étoiles, le tout d'or.                                                                             |
|        | Famille de Bésiade ou Béziade, ducs d'Avaray D'azur à la fasce d'or, chargée de deux étoiles de gueules et accompagnée en pointe d'une coquille du second ; sur le tout d'azur à trois fleurs de lys d'or., - Devise : « Vicit iter durum pietas » |
|        | Famille de Béthune D'argent à la fasce de gueules. |
|        | Famille de Bizemont (Gâtinais) D'azur au chevron d'or, accompagné, en chef, de deux croissants d'argent, et en pointe, d'une molette d'éperon d'or.                                                                                                |
|        | Famille de Bodin ou Bodin (Blésois) D'azur au chevron d'or, accompagné de trois roses du même ; au chef d'argent, chargé de trois merlettes d'azur.,                                                                                               |
|        | Famille de Boulainvilliers ou Boullainvillier (Pays Chartrain) Fascé d'argent et de gueules. |
|        | Famille Bouvier (Gâtinais) D'azur au chevron d'or, accompagné de trois trèfles du même. |
|        | Famille de Bouville (Beauce) D'argent à la fasce de sinople, chargée de trois annelets d'or. Différences entre dessin et blasonnement. |
|        | Famille de Brisay ou Brizay (Beauce, Gâtinais) Fascé d'argent et de gueules de huit pièces. Alias d'argent à quatre fasces de gueules. Alias d'argent à la bande d'azur, à l'orle d'or.                                                            |

### C
| Blason | Nom de la famille, blasonnement et devise |
| ------ | --- |
|        | Famille de Chalus Échiqueté d'argent et de gueules. |
|        | Famille Chambon ou de Chambon (Beauce) Fascé d'or et d'azur. |
|        | Famille Champrond (Vendômois) D'or fretté de sable. |
|        | Famille Chardon De gueules à un chevron d'or, accompagné de trois étoiles de même. |
|        | Famille Charron (Blésois) D'azur au chevron d'or, accompagné de trois étoiles du même. |
|        | Famille Charron (Chartrain) D'or fretté de sable. |
|        | Maison de Châteaudun D'azur au chef d'or. |
|        | Famille de La Châtre ou Chastre (Sologne) De gueules à la croix ancrée vairée d'argent et d'azur. Alias le champ d'argent.                                                                                       |
|        | Famille du Cher D'argent à trois bandes de gueules. |
|        | Famille Clément (Gâtinais) D'azur à la croix recercelée d'argent ; à la cotice de gueules brochante. |
|        | Maison de Clermont (Blésois) De gueules à deux clefs d'argent [passées] en sautoir. |
|        | Famille Compaing ou Compain (Orléans) D'azur à un massacre de cerf d'or, surmonté d'une fleur de lys du même. Alias à une tête de cerf surmontée d'un mufle de lion d'or, et à une fleur de lys du même en chef. |
|        | Famille de Courtarvel ou Courtalvert (Dunois, Vendômois) D'azur au sautoir d'or, cantonné de seize losanges du même.,                                                                                            |

### D
| Blason | Nom de la famille, blasonnement et devise           |
| ------ | --------------------------------------------------- |
|        | Famille de Damas D'or à la croix ancrée de gueules. |

### E
| Blason | Nom de la famille, blasonnement et devise |
| ------ | --- |
|        | Famille Elbée (Sologne) Fascé d'argent et de gueules.                                                                                        |
|        | Famille Eschallart (Dunois) D'azur au chevron d'or.                                                                                          |
|        | Famille d'Eschelles (Beauce) Échiqueté d'or et d'azur.                                                                                       |
|        | Famille d'Escoubleau (Sologne) Parti d'azur et de gueules, à la bande d'or [brochante].                                                      |
|        | Famille d'Estampes ou Estempes D'azur à deux girons d'or [posés en chevron] ; au chef d'argent chargé de trois couronnes ducales de gueules. |
|        | Famille d'Estouteville Burelé d'argent et de gueules ; au lion de sable, armé, lampassé et couronné d'or, brochant sur le tout.              |

### F
| Blason | Nom de la famille, blasonnement et devise                        |
| ------ | ---------------------------------------------------------------- |
|        | Famille de La Forest (Beauce) D'azur à trois croissants d'or.    |
|        | Famille Fouquemberge (Gien) D'argent à trois merlettes de sable. |

### G
| Blason | Nom de la famille, blasonnement et devise |
| ------ | --- |
|        | Famille Gaillard (Blésois) D'argent semé de trèfles de sinople, à deux croix de Saint-Antoine de gueules, en chef, soutenues de deux perroquets affrontés de sinople. |
|        | Famille de Garlande (Orléans) D'or à deux fasces de gueules. |
|        | Famille Gentil (Clamecy) De gueules au lion d'or. |
|        | Famille Goury (Orléans) D'azur à trois bandes d'or. |
|        | Famille de Grandris (Clamecy) D'argent à trois trèfles de sinople. |
|        | Famille de Grassay (Sologne) De gueules au lion d'or. |

### H
| Blason | Nom de la famille, blasonnement et devise                                                          |
| ------ | -------------------------------------------------------------------------------------------------- |
|        | Famille d'Harcourt De gueules à deux fasces d'or.                                                  |
|        | Famille Hardy (Dourdan) D'azur au lion d'or.                                                       |
|        | Famille Hurault (Blésois) D'or à la croix d'azur, cantonnée de quatre ombres de soleil de gueules. |

### L
| Blason                   | Nom de la famille, blasonnement et devise |
| ------------------------ | --- |
|                          | Famille de Laigloux D'azur à l'aigle d'or. |
|                          | Famille de Lisle (Orléans) De gueules au chef d'or. |
|                          | Famille de Longueau (Pithiviers) D'azur fretté d'argent. |
|                          | Famille Lottin (Orléans) Échiqueté d'argent et d'azur. |
|                          | Famille de Louault (Orléans) D'azur à trois fasces d'or. |
| Blason Famille de Loynes | Famille de Loynes (Orléans) Coupé de gueules et d'azur : le 1, à la fasce gironnée d'or et d'azur, accompagnée de deux [filets en fasces vivrées] d'argent ; le 2, à sept besants d'or, 4, 3., |

### M
| Blason | Nom de la famille, blasonnement et devise                                           |
| ------ | ----------------------------------------------------------------------------------- |
|        | Famille de La Marche (Sologne) D'argent à la fasce de gueules.                      |
|        | Famille de Menou De gueules à la bande d'or.                                        |
|        | Famille Mesgrigny D'argent au lion de sable.                                        |
|        | Famille Monceau D'azur à trois trèfles d'or.                                        |
|        | Famille de Mornay Burelé d'argent et de gueules, au lion morné de sable [brochant]. |
|        | Famille de Morvilliers ou Morvillier (Blésois) D'argent à une laie de sable.,       |
|        | Famille de Moulins D'argent à trois croisettes ancrées de sable.                    |

### N
| Blason | Nom de la famille, blasonnement et devise                                                   |
| ------ | ------------------------------------------------------------------------------------------- |
|        | Famille de Neufville D'azur au chevron d'or accompagné de trois croisettes ancrées de même. |

### O
| Blason | Nom de la famille, blasonnement et devise |
| ------ | --- |
|        | Famille d'Orléans de Rère olim Dorléans de Rèze Fascé de sinople et d'argent, les fasces d'argent chargées de sept tourteaux de gueules, 3, 3, 1. Alias d'argent à trois fasces de sinople accompagnées de sept tourteaux de gueules, 3, 3, 1. Alias fascé d'argent et de sinople, l'argent chargé de sept tourteaux de gueules, 3, 3, 1. |
|        | Famille d'Orval (Beauce) D'or au chevron d'azur. Alias de gueules à cinq chevrons d'or. Alias d'or à cinq chevrons de gueules. |
|        | Famille Ourseau (Dunois) D'azur à un chevron d'or, accompagné de trois étoiles de même. |

### P
| Blason | Nom de la famille, blasonnement et devise                                                     |
| ------ | --------------------------------------------------------------------------------------------- |
|        | Famille Palluau D'argent à la fasce de gueules.                                               |
|        | Famille de Patay ou Pathay D'hermine à un écusson de gueules.,                                |
|        | Famille des Personnes (Beauce) D'argent à trois merlettes de sable.                           |
|        | Famille Phélypeaux (Blésois) D'azur semé de quartefeuilles d'or ; au canton d'hermine.        |
|        | Famille Piédefer (Gâtinais) Échiqueté d'or et d'azur.                                         |
|        | Famille de Pilliers (Dunois) D'azur à un chevron d'or.                                        |
|        | Famille de La Pivardière (Sologne) D'argent à trois merlettes de sable.                       |
|        | Famille de La Porte (Sologne) D'or à la bande d'azur.                                         |
|        | Famille Pot D'or à une fasce d'azur.                                                          |
|        | Famille de Prunelé De gueules à six annelets d'or.                                            |
|        | Famille du Puiset (Vicomtes de Chartres) D'argent, au lion de gueules, armé et lampassé d'or. |

### R
| Blason              | Nom de la famille, blasonnement et devise |
| ------------------- | --- |
|                     | Famille Racaud (Gien) D'azur à la bande d'argent. |
|                     | Famille de Refuge (Blésois) D'argent à deux fasces de gueules, à deux guivres de sinople, posées en pal et affrontées, brochant sur le tout.                  |
|                     | Famille Robertet (Beauce) D'azur à la bande d'or, chargée d'un demi-vol [dextre] de sable [posé à plomb], accompagnée de trois étoiles d'argent [à six rais]. |
|                     | Famille de Rochechouart [Ondé et] enté en fasce, d'argent et de gueules, de six pièces.                                                                       |
|                     | Famille de Ronsard (Vendômois) D'azur à trois bars d'argent. Alias d'azur à trois roses d'argent tigées et feuillées de sinople.                              |
|                     | Famille Roziers (Chartrain) D'argent à trois roses de gueules.                                                                                                |
| Blason Famille Ruzé | Famille Ruzé (Orléans) De gueules au chevron ondé d'argent et d'azur, accompagné de trois lionceaux d'or.                                                     |

### S
| Blason | Nom de la famille, blasonnement et devise |
| ------ | --- |
|        | Famille de Sabrevois ou Sabrevoye D'argent à la fasce de gueules, accompagnée de six roses du même, trois rangées en chef et trois en pointe, 2, 1.,                                         |
|        | Famille de Saint-Brisson (Sologne) D'azur à la croix ancrée de sable. Alias semé de fleurs de lys d'argent.                                                                                  |
|        | Famille Sainxe (Gâtinais) D'argent à deux fasces de gueules. |
|        | Famille de Sarrebource (Orléans) D'azur, à la croix ancrée d'or. |
|        | Famille de La Saussaye D'argent au chevron de gueules accompagné de trois saules de sinople rangés en chef et en pointe d'un porc-épic de sable. Alias à trois saules de sinople [en fasce]. |
|        | Famille Séguier (Gâtinais) D'azur au chevron d'or, accompagné de deux étoiles de même et d'un mouton passant d'argent.                                                                       |
|        | Famille Sitii ou Silli (Beauce) D'azur à la bande d'or. |

### T
| Blason | Nom de la famille, blasonnement et devise |
| ------ | --- |
| alt    | Famille de La Taille (Gâtinais) De sable au lion d'or, armé et couronné de gueules. |
|        | Famille de Tascher (Blésois) D'azur à trois bandes d'or, chargées chacune de trois tourteaux de gueules. |
|        | Famille Tassin (Orléans) D'argent au chevron d'azur accompagné en chef de deux étoiles de sable, au point du chef d'un croissant du même, et en pointe d'une aigle de profil de sable, essorante, la tête contournée., |
|        | Famille de Théligny (Dunois) D'argent à la fasce de gueules. |
|        | Famille de Thou (Orléans) D'argent au chevron de sable, accompagné de trois taons du même. |

### V
| Blason | Nom de la famille, blasonnement et devise |
| ------ | --- |
|        | Famille de La Vallade (Montargis) D'argent à la croix de gueules. |
|        | Famille de Vassé ou Groignet (Dunois) D'or à trois fasces d'azur., |
|        | Maison de Vendôme Montoire-Vendôme D'argent au chef de gueules ; au lion d'azur couronné, armé et lampassé d'or, brochant sur le tout.,                                                                                              |
|        | Maison de Vendôme anciens comtes D'argent au chef de gueules ; au lion d'azur brochant sur le tout. |
|        | Famille Viart (Orléans, Blois) D'or à un phénix au naturel (de sable, ndlr) sur un bûcher de flammes ; au chef d'azur chargé de trois coquilles d'or. Alias à un aiglon de sable, au chef d'azur chargé de trois coquilles d'argent. |
|        | Famille de Vimeur (Vendômois, Dunois) D'azur, au chevron d'or, accompagné de trois molettes d'éperon d'argent., Alias trois [molettes] du même. - Devise : « Vivre en preux, y mourir »                                              |
|        | Famille Vipart D'argent au lion de sable. |

- Haut – A
- B
- C
- D
- E
- F
- G
- H
- I
- J
- K
- L
- M
- N
- O
- P
- Q
- R
- S
- T
- U
- V
- W
- X
- Y
- Z